# Lincoln Financial Field
Lincoln Financial Field is een American football stadion in Philadelphia, Pennsylvania. Het stadion opende zijn deuren in 2003. Vaste bespelers zijn de Philadelphia Eagles.
In het stadion worden ook regelmatig concerten en voetbalwedstrijden gehouden, waaronder de finale van de Gold Cup 2015, ook op andere toernooien van de Gold Cup werd gebruik gemaakt van dit stadion.

## CONCACAF Gold Cup
Dit stadion is verschillende keren uitgekozen als gaststadion tijdens een toernooi om de Gold Cup, het voetbaltoernooi voor landenteams van de CONCACAF. Tijdens de Gold Cup van 2009, 2015, 2017 en 2019 was dit stadion een van de stadions waar voetbalwedstrijden werden gespeeld. In 2015 werd hier maar 1 wedstrijd gespeeld, de finale tussen Jamaica en Mexico. Op het toernooi van 2017 werden er twee kwartfinales gespeeld en in 2019 twee kwartfinales.
| № | Datum        | Wedstrijd                      | Uitslag | Gold Cup    | Toeschouwers |
| - | ------------ | ------------------------------ | ------- | ----------- | ------------ |
| 1 | 18 juli 2009 | Canada – Honduras              | 0 – 1   | Kwartfinale | 31.087       |
| 2 | 18 juli 2009 | Verenigde Staten – Panama      | 2 – 1   | Kwartfinale | 31.087       |
| 3 | 26 juli 2015 | Jamaica – Mexico               | 1 – 3   | Finale      | 68.930       |
| 4 | 19 juli 2017 | Costa Rica – Panama            | 1 – 0   | Kwartfinale | 31.615       |
| 5 | 19 juli 2017 | Verenigde Staten – El Salvador | 2 – 0   | Kwartfinale | 31.615       |
| 6 | 30 juni 2019 | Jamaica – Panama               | 1 – 0   | Kwartfinale | 26.233       |
| 7 | 30 juni 2019 | Verenigde Staten – Curaçao     | 1 – 0   | Kwartfinale | 26.233       |